# سارة ماكدونالد
سارة ماكدونالد (بالإنجليزية: Sarah Macdonald)‏ هي صحفية أسترالية، ولدت في 1966.